# Condesa de San Luis
Carmen Díaz de Mendoza Aguado, conocida como la Condesa de San Luis (Murcia, 1864-Madrid, 1929), fue una escritora, dramaturga y feminista española.

## Trayectoria
Nació en Murcia el 8 de marzo de 1864. Fue la primogénita de los condes de Balazote y de Lalaing. Fue una de las fundadoras del Lyceum Club Femenino junto a María de Maeztu, Clara Campoamor y otras artistas e intelectuales de la época. También fue vocal de la Junta de Beneficencia de Madrid junto a la escritora Blanca de los Ríos. Durante la dictadura de Miguel Primo de Rivera formó parte de la Asamblea Nacional Consultiva, ocupando un escaño durante muy poco tiempo ya que renunció apenas dos semanas después de ser nombrada.
Murió el 24 de febrero de 1929 tras «penosa dolencia», según recogió la prensa.

## Vida personal
Su hermano fue el actor Fernando Díaz de Mendoza y por tanto, ella fue cuñada de la actriz de teatro María Guerrero. Se casó con Fernando Sartorius Chacón, conde de San Luis, embajador de España en Lisboa, ministro y senador. Tuvieron cuatro hijos: Fernando, Luis, José y Carlos.

## Obra
Publicó artículos y cuentos en Época, La Esfera y otras revistas.
Escribió dos obras dramáticas que fueron estrenadas: Don Juan no existe, un ensayo ligero —según sus palabras— en un acto que se representó en el Teatro de la Princesa, en 1924, y La pasión ciega, drama en tres actos estrenado en el mismo teatro en 1925.
Don Juan no existe estaba escrita en clave de humor y con ella quiso mostrar que Don Juan no triunfaría cuando la mujer se coloca fuera de su alcance. La pasión ciega no fue muy bien acogida por su tesis provocadora.

## Pensamiento feminista
Pronunció tres conferencias, Plática cuaresmal (1919),  Educación feminista (1922) y Política feminista (1923), la primera en el Teatro de la Princesa y las otras dos en la Real Academia de Jurisprudencia y Legislación —ambas publicadas por la institución— formando parte de una serie de conferencias pronunciadas por mujeres comprometidas con la causa feminista. Junto a ella estuvieron Clara Campoamor, que pronunció Cuestiones legales relacionadas con la situación de las mujeres, María Espinosa, La mujer en la historia y la legislación y María de Echarri, El trabajo de la mujer, El trabajo a domicilio de la mujer.
De su primera conferencia Plática cuaresmal, pronunciada el Domingo de Ramos de 1919, Jacinto Benavente escribió que «admiraba su valor» sabedora del peligro ya que para vivir en paz entre las gentes no convenía inquietarlas. En esta conferencia pedía a los poderosos que no desdeñaran ni su inteligencia ni su energía física y las utilizaran en labores provechosas. Eso traería la paz social. Citando a Nietzsche en su obra El Caminante y su sombra diría qué una hora de ascensión en las montañas iguala a un santo y a un granuja, haciéndolos más o menos idénticos por ser la fatiga corporal el camino más corto hacia la igualdad y la fraternidad. Pidió una ley del trabajo obligatorio. Además reclamaba algún tipo de derecho sobre la tierra para quién la cultivaba.
Su segunda conferencia tres años después se tituló La educación feminista. Reivindicaba que la educación de los hijos correspondiese exclusivamente a las madres. También era consciente de la capacidad de la mujer para muchas actividades a las que todavía no había llegado.
La tercera pronunciada también en 1923 fue Política feminista. En ella hizo una revisión de los últimos años de la vida política y del papel de las mujeres. Se posicionó en contra de la guerra de Marruecos por la sangría de vidas. Criticaba además que se hicieran carreteras que no había en España y se explotaran minas que en España se vendían a compañeras extranjeras.